# Steven R. McQueen
Pour les articles homonymes, voir McQueen et Steve McQueen (homonymie).
Steven Chadwick McQueen, plus connu sous le nom de Steven R. McQueen, né le 13 juillet 1988 à Los Angeles, en Californie, est un acteur et mannequin américain.
Petit-fils de l'acteur Steve McQueen (1930-1980), il se fait connaître par le rôle de Jeremy Gilbert dans la série dramatique et fantastique Vampire Diaries (2009-2017).

## Biographie

### Jeunesse et formation
Né à Los Angeles, en Californie, Steven est le fils unique de Stacey Rae Toten (alias Stacia Robitaille) et de Chad McQueen. Ses grands-parents paternels sont l'acteur américain Steve McQueen et l'actrice américano-philippine Neile Adams. Neile est la tante d'Isabel Preysler, la mère du chanteur Enrique Iglesias, Steven et Enrique sont donc cousins.
En 1990, alors que Steven avait 2 ans, Chad et Stacey ont divorcé. Sa mère s'est remariée en 1993 au joueur de hockey canadien, Luc Robitaille, avec qui elle a eu un fils : Jessarae "Jesse" Robitaille (né en 1995). Son père s'est, quant à lui, également remarié en 1993 à Jeanie Galbraith, avec qui il a eu deux enfants, Chase (né en 1995) et Madison (née en 1997).
Steven se fait appeler "Steven R. McQueen" car le "R" signifie "Robitaille".

### Carrière

#### DeEverwoodàVampire Diaries

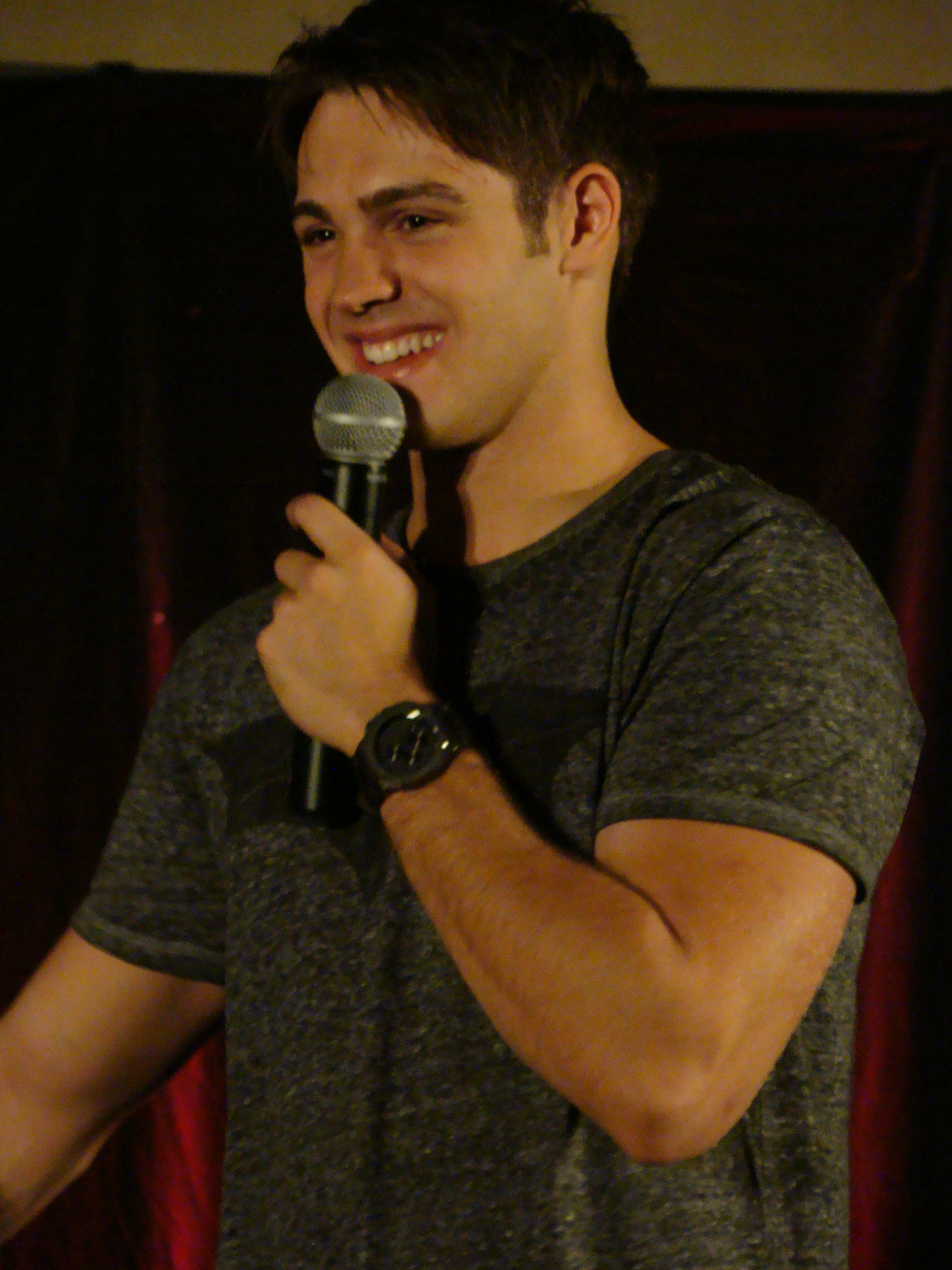
En 2012, lors d'une conférence autour de Vampire Diaries.

Steven a lancé sa carrière en 2005, à l'âge de 17 ans, en jouant dans un épisode de la série Threshold : Premier Contact.
Dès lors, il est apparu dans FBI : Portés disparus, Les Experts : Miami et Numbers. Entre 2005 et 2006, il a joué dans sept épisodes de la dernière saison de la série dramatique Everwood.
En 2008, il a joué dans le Disney Channel Original Movie Minutemen : Les Justiciers du temps.
En février 2009, Steven obtient le rôle de Jérémy Gilbert, l'un des personnages principaux, dans la série dramatique/fantastique, Vampire Diaries. La série est diffusée sur la chaîne The CW à partir de septembre 2009. Elle est inspirée de la série de romans Journal d'un vampire de L. J. Smith et créée par Kevin Williamson et Julie Plec.
L'année suivante, il décroche le rôle principal du film d'horreur Piranha 3D.
Vampire Diaries rencontre un franc succès auprès du public et atteint des records d'audiences pour la chaîne. Steven R. McQueen est alors proposé pour un Teen Choice Awards.
En 2014, il devient égérie de la marque Abercrombie & Fitch.

#### Rôles réguliers
Entre 2015 et 2016, il quitte la distribution principale de la série fantastique Vampire Diaries et y intervient désormais de manière récurrente, afin d'interpréter Jimmy Borrelli dans la série dramatique Chicago Fire. Son personnage apparaît également dans une poignée d'épisodes de Chicago PD, une série appartenant au même univers scénaristique créée par Dick Wolf.
Vampire Diaries s'arrête en 2017, après huit saisons et plus de 170 épisodes. Dès l'année suivante, il rejoint le casting de Legacies, la série dérivée de The Originals et de Vampire Diaries dans laquelle il reprend le rôle de Jeremy Gilbert le temps d'un épisode lors de la saison 1.
En 2020, il fait partie du trio vedette du western indépendant The Warrant aux côtés de Neal McDonough et Casper Van Dien.

### Vie privée
Steven a fréquenté l'actrice Chelsea Kane, pendant plus d'un an (2008-2009),, puis sa partenaire dans Vampire Diaries, Candice Accola, entre 2010 et 2011.
Il a été en couple avec l'actrice et productrice Hilary Harley de mai 2011 à novembre 2013,.
En février 2014, il s'est séparé de Dylan Penn, la fille de Sean Penn, avec qui il était en couple depuis novembre 2013,.
De 2014 à 2016, il a été en couple avec la top model, Olivia Pickren.
En décembre 2016, il est annoncé qu'il est en couple avec une top modèle nommée Alexandra Silva. Le 25 janvier, ils annoncent qu'ils vont se fiancer,. En mai 2018, lors d'une interview Steven annonce qu'ils se sont séparés, en annulant également leurs fiançailles,.

## Filmographie

### Cinéma

#### Courts métrages
- 2007 : Club Soda de Paul Carafotes : L'adolescent
- 2018 : The Take Off de Ryan Kalil : J.J Cullings

#### Long métrage
- 2010 : Piranha 3D d'Alexandre Aja : Jake Forester
- 2020 : The Warrant de Brent Christy : Cal Breaker

### Télévision

#### Téléfilms
- 2008 : Minutemen : Les Justiciers du temps de Lev L.Spiro : Derek Beaugard
- 2018 : Deux jours pour une demande en mariage de Dwight H. Little : Wayne

#### Séries télévisées
- 2005 : Threshold : Premier Contact : Jordan Peters (1 épisode)
- 2005-2006 : Everwood : Kyle Hunter (7 épisodes)
- 2008 : Numbers (Numb3rs) : Craig Ezra (1 épisode)
- 2008 : FBI : Portés disparus (Without a Trace) : Will Duncan (1 épisode)
- 2008 : Les Experts : Miami (CSI : Miami) : Keith Walsh (1 épisode)
- 2009-2017 : Vampire Diaries (The Vampire Diaries) : Jeremy Gilbert (saisons 1 à 6 - 100 épisodes)
- 2015-2016 : Chicago Fire : Jimmy Borrelli (25 épisodes)
- 2016 : Chicago P.D : Jimmy Borrelli (3 épisodes)
- 2018 : Legacies : Jeremy Gilbert (saison 1, épisode 3)
- 2018 : Medal of Honor : Joseph Vittori (saison 1, épisode 6)

## Distinctions
Sauf indication contraire, les informations mentionnées dans cette section peuvent être confirmées par la base de données cinématographiques IMDb,  présente dans la section « Liens externes ».

### Récompenses
- 2007 : Festival du film de Beverly Hills : meilleur acteur pour Club Soda

### Nominations
- 2013 : 15e cérémonie des Teen Choice Awards : meilleur voleur de vedette dans une série télévisée pour The Vampire Diaries